# Tuanku Bahiyah
Tuanku Bahiyah binti Almarhum Tuanku Abdul Rahman (Seri Menanti, 24 agosto 1930 – Alor Setar, 26 agosto 2003) è stata sultana di Kedah dal 1959 al 2003 e Raja Permaisuri Agong della Malaysia dal 1970 al 1975.

## Primi anni di vita
Tuanku Bahiyah nacque il 24 agosto 1930 a Seri Menanti, nel Negeri Sembilan. Era la figlia maggiore dei futuri sovrani Tuanku Abdul Rahman ibni Almarhum Tuanku Muhammad e di Tunku Kurshiah Binti Almarhum Tunku Besar Burhanuddin.
Venne istruita presso la Malay School di Seri Menanti e la Seremban Convent School. In seguito proseguì gli studi nel Regno Unito e si laureò in scienze sociali all'Università di Nottingham.

## Matrimonio
Tuanku Bahiyah sposò Tuanku Al-Mutassimu billahi Muhibbudin Sultan Abdul Halim Al-Muadzam Shah ibni Almarhum di Kedah nel 1956.
La coppia reale ebbe tre figlie, due delle quali sono gemelle: Dato 'Seri Tunku Intan Shafinaz, Dato' Seri Tunku Soraya e Tunku Sarina (morta il 31 agosto 1991).

## Sovrana
Nel 1958, quando il marito divenne sovrano di Kedah, Tunku Bahiyah ha assunto il titolo di sultana.
Dal 1970 al 1975, fu Raja Permaisuri Agong (regina di Malesia), essendo il marito il quinto Yang di-Pertuan Agong.

## Morte
Tuanku Bahiyah morì di cancro all'Istana Kuala Cegar di Alor Setar alle 12.23 del 26 agosto 2003. Fu sepolta il giorno successivo nel Mausoleo reale di Langgar.

## Premi e riconoscimenti
Tuanku Bahiyah venne insignita di una laurea honoris causa in educazione dall'Università di Malaya di cui fu cancelliere dal 1972 al 1986.
L'ospedale generale di Alor Setar, il più importante della Malesia settentrionale, venne rinominato in suo onore ospedale Sultana Bahiyah.
Le fu inoltre intitolata una strada di Alor Setar, la Lebuhraya Sultanah Bahiyah (superstrada Sultana Bahiyah).